# Anthony James Leggett
Sir Anthony James Leggett, KBE, FRS, angleško-ameriški fizik, * 26. marec 1938, Camberwell, London, Anglija.
Legget je doktoriral iz fizike na Univerzi v Oxfordu leta 1964.
- Maxwellova medalja in nagrada (Fizikalni inštitut (IoP)) 1975,
- Diracova medalja in nagrada za teoretično in matematično fiziko (IoP) 1992,
- Feenbergova medalja za teorije problemov več teles 1999,
- Wolfova nagrada za fiziko 2002,
- Nobelova nagrada za fiziko 2003.